# Indrek Hirv
Indrek Hirv (* 15. Dezember 1956 in Kohila) ist ein estnischer Dichter, bildender Künstler und Übersetzer.

## Leben und Werk
Indrek Hirv ging in Tartu zur Schule und legte sein Abitur am renommierten Hugo-Treffner-Gymnasium ab. 1981 schloss er die Estnische Kunstakademie im Fach Keramik ab. Seit 1985 ist Indrek Hirv Mitglied des Estnischen Künstlerverbandes und seit 1991 Mitglied des Estnischen Schriftstellerverbandes. Er lebt heute als freischaffender Künstler abwechselnd in Tartu, Tallinn und im Ausland.
Neben eigener Lyrik ist Hirv als Übersetzer, vor allem von Arthur Rimbaud, Charles Baudelaire und François Villon in Estnische bekannt.
Indrek Hirv war mit der Komponistin Age Veeroos verheiratet. Sie haben einen gemeinsamen Sohn. Aus einer früheren Beziehung hat Hirv drei Töchter.

## Gedichtsammlungen
- 1987 "Uneraev"
- 1988 "Salapainos" (in Estnisch und Finnisch)
- 1990 "Põueoda"
- 1992 "Kuu vari" (Anthologie)
- 1992 "Võhumõõk"
- 1993 "Tähekerjus"
- 1993 "Taskuraamat"
- 1996 "Põuasinine"
- 1997 "Kiviingel"
- 1998 "Fuugamust"
- 1998 "Pärlhall" (Anthologie)
- 1999 "Südasügis"
- 2000 "Ööpäev" (Anthologie sowie Essays und Übersetzungen)
- 2001 "Liblikate õhkkerge veri"
- 2003 "Ülemlaul"
- 2006 "Surmapõletaja"
- 2009 "Veesilm"
- 2009 "Enkelinsilta"
- 2009 "Ülalt valla"
- 2011 "Prantsuse bukett: XVII sajandi prantsuse luulet"
- 2012 "Tiivavalu"

## Prosa
- 1996 "Rännuraamat"
- 2002 "Hea poisi jutud" (vier Geschichten für Kinder)
- 2004 "Klaaskübara all" (Artikelauswahl)